# Upāli
Upāli (in sanscrito उपालि upāli; fl. VI secolo a.C.) era un monaco, uno dei dieci principali discepoli del Buddha.
Originariamente Upāli era un barbiere di una famiglia della casta Vaidya al servizio dei principi Sakyan. Quando i principi lasciarono la casa per diventare monaci, anche Upali richiese l'ordinazione.
Esistono diverse varianti della storia dell'ordinazione di Upāli, ma tutte sottolineano che il suo status nel Sangha era indipendente dalla sua casta di origine. Nella versione Pali, i principi permettono volontariamente a Upāli di essere ordinato prima di loro per conferirgli l'anzianità e abbandonare il proprio attaccamento alla casta e allo status sociale. In alcune versioni tibetane, Sariputra incoraggia Upāli a essere ordinato quando questi esita a causa della sua casta di origine.
Nella letteratura di ogni scuola buddista, Upāli è raffigurato come un esperto di disciplina monastica e del codice monastico. Al primo concilio buddhista, gli fu chiesto di recitare il Vinaya e il codice monastico. Ha raggiunto lo stato di arhat prima della propria morte ed è considerato il "santo patrono" dei monaci specializzati nel Vinaya.